# Kaplica św. Małgorzaty i św. Judyty
Kaplica św. Małgorzaty i św. Judyty – zabytkowa barokowa, drewniana kaplica znajdująca się w Krakowie, w dzielnicy VII Zwierzyniec przy ul. św. Bronisławy 8, na Salwatorze. Leży na trasie Małopolskiego Szlaku Architektury Drewnianej.
Kaplica została odbudowana na miejscu poprzedniej, którą zniszczyły pożary w 1587 i 1656 roku. Powstała w XVII wieku, w latach 1689–1690, za ksieni Justyny Oraczowskiej. Konsekrowano ją pod wezwaniem św. Małgorzaty.
W XIX wieku po raz pierwszy zaczęto łączyć ją z miejscem dawnych kultów pogańskich, tak jak wcześniej kościół parafialny Najświętszego Salwatora. Od tej pory przylgnęła do niej nazwa Gontyny. 
Wnętrza kaplicy zdobiły niegdyś trzy ołtarze: św. Małgorzaty, św. Heleny i Justyny, patronki ksieni Justyny Oraczowskiej. /Katalog Zabytków Sztuki w Polsce/ 
Obrazy przedstawiające sceny z życia bł. Bronisławy i portrety jej przodków.
Obecnie istniejący budynek był wielokrotnie remontowany, a badania przeprowadzone przez Pracownie Konserwacji Konstrukcji Drewnianych w Warszawie potwierdziły, że jest kaplicą XVII wieczną. /Aldona Sudacka/
Obecnie kaplica jest otwarta i udostępniona do zwiedzania w okresie letnim od maja do końca września w dniach: czwartek, piątek, sobota w godzinach od 9.00– 13.00 i od 13.30 do 18.00 w niedzielę od 12.00 do 17.00. Zwiedzanie z przewodnikiem jest darmowe./Dorota Jasińska/
W końcu 2 kwietnia 2008 r. przed kaplicą od strony ulicy uroczyście poświęcono pomnik Jana Pawła II Czesława Dźwigaja, ufundowany przez infułata Jerzego Bryłę. Pomnik stanął w miejscu, skąd według tradycji ks. Karol Wojtyła, ruszył z młodzieżą akademicką na pieszą wycieczkę do Doliny Mnikowskiej, by tam uczestniczyć w Nieszporach odśpiewanych u stóp wizerunku Matki Bożej, namalowanej na skale.

## Budowa i wnętrze kaplicy
Drewniana, o konstrukcji zrębowej wykonana na centralnym ośmiobocznym planie. Ściany zewnętrzne oszalowane są pionowymi deskami (rekonstrukcja z lat 80. XX wieku), a dach pokrywa gont. Główne wejście do kaplicy prowadzi przez portal z nadprożem wyciętym w tzw. "ośli grzbiet" i jest ozdobione zabytkowymi okuciami przy drzwiach z XVII wieku.
Wnętrze świątyni podlegało również częstym zmianom, obecnie możemy w niej zobaczyć ołtarz pochodzący z sąsiedniego kościółka Najświętszego Salwatora oraz drugi – z kościółka św. Wojciecha.
Niedaleko położone są: klasztor ss. Norbertanek wraz z kościołem św. Augustyna i św. Jana Chrzciciela i kościół Najświętszego Salwatora konsekrowany w 1148 roku. Obiekty te należą do grona najstarszych zabytków w Krakowie.

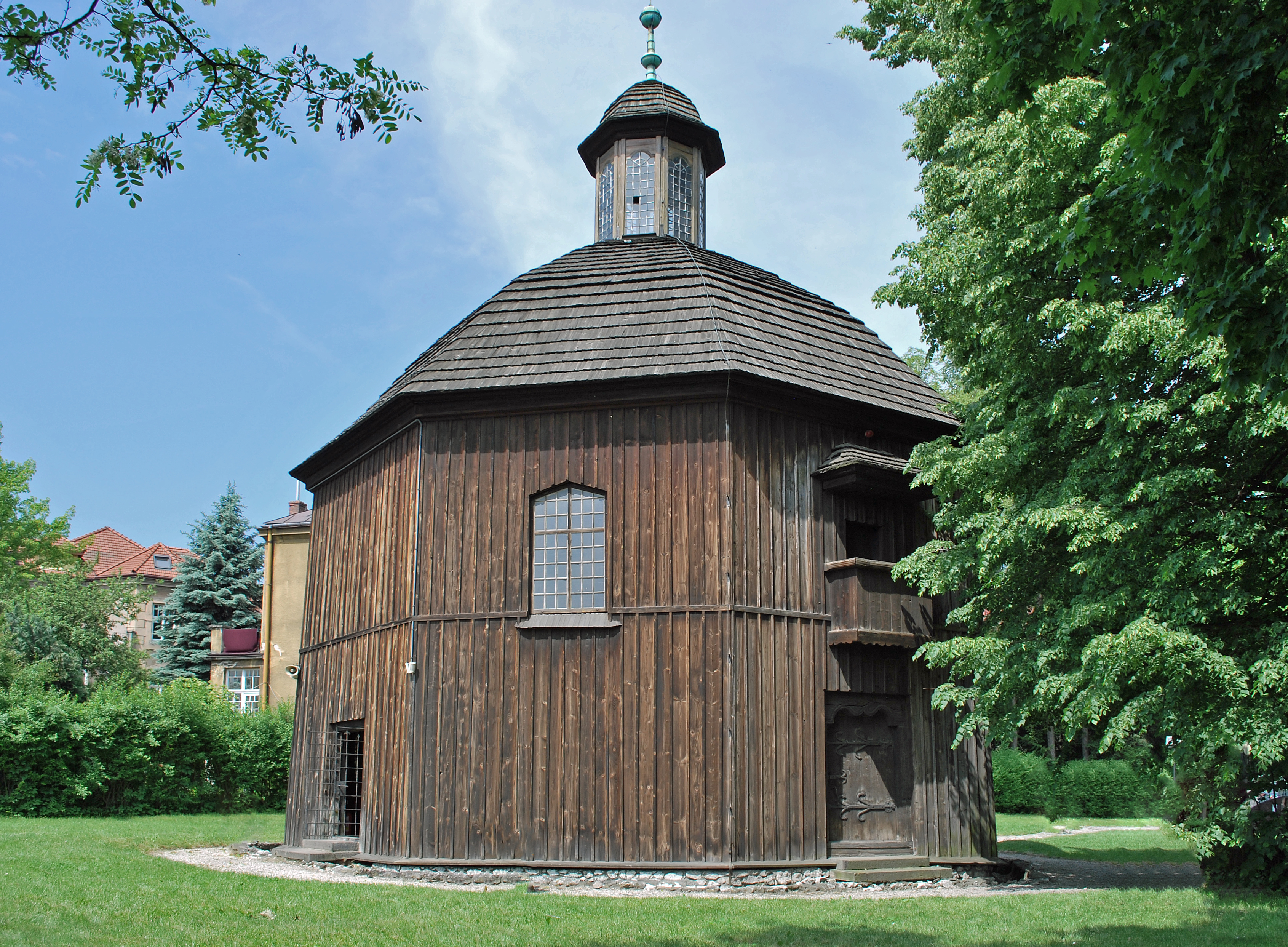
Główne wejście do kaplicy i chór.
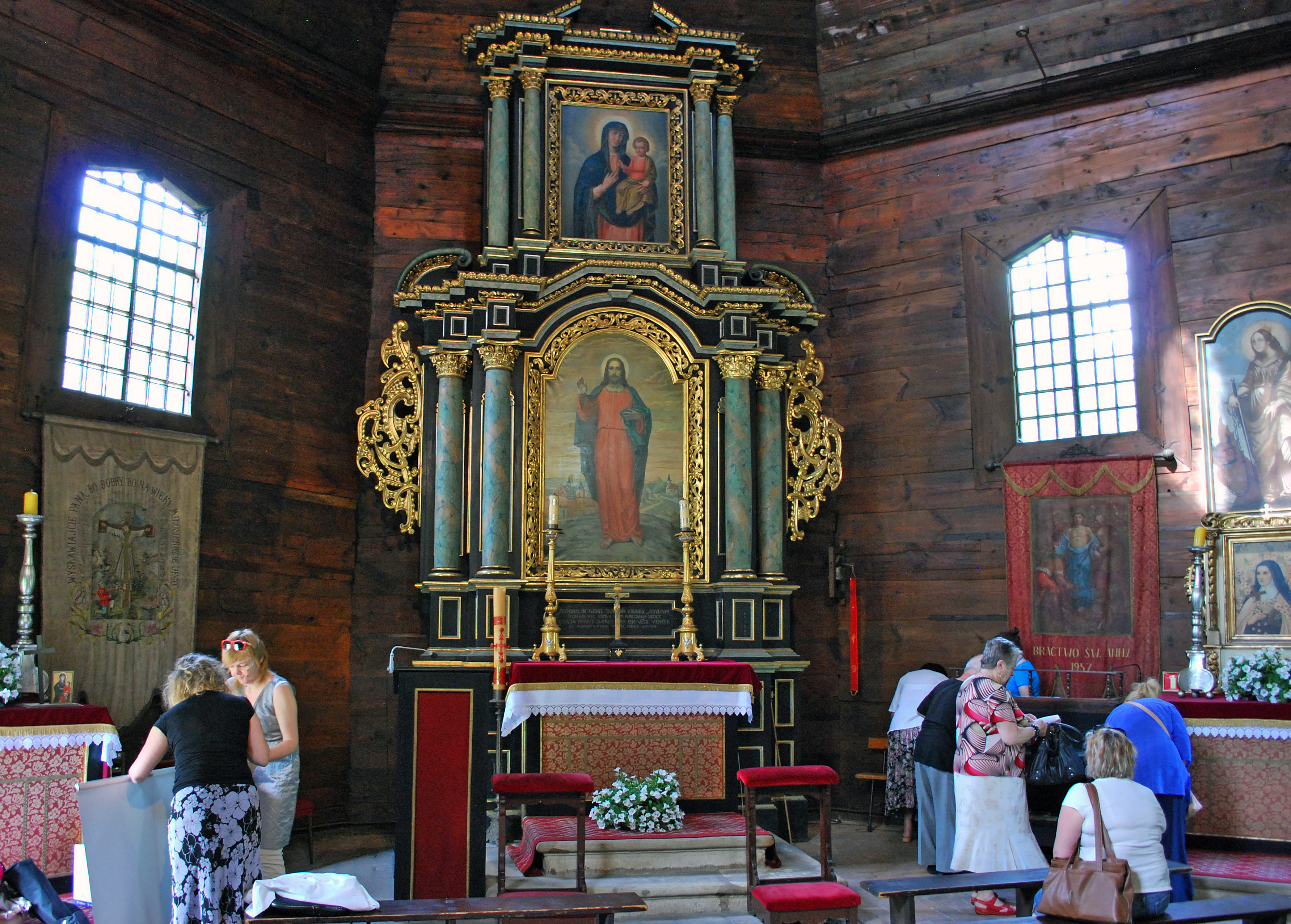
Wnętrze kaplicy.
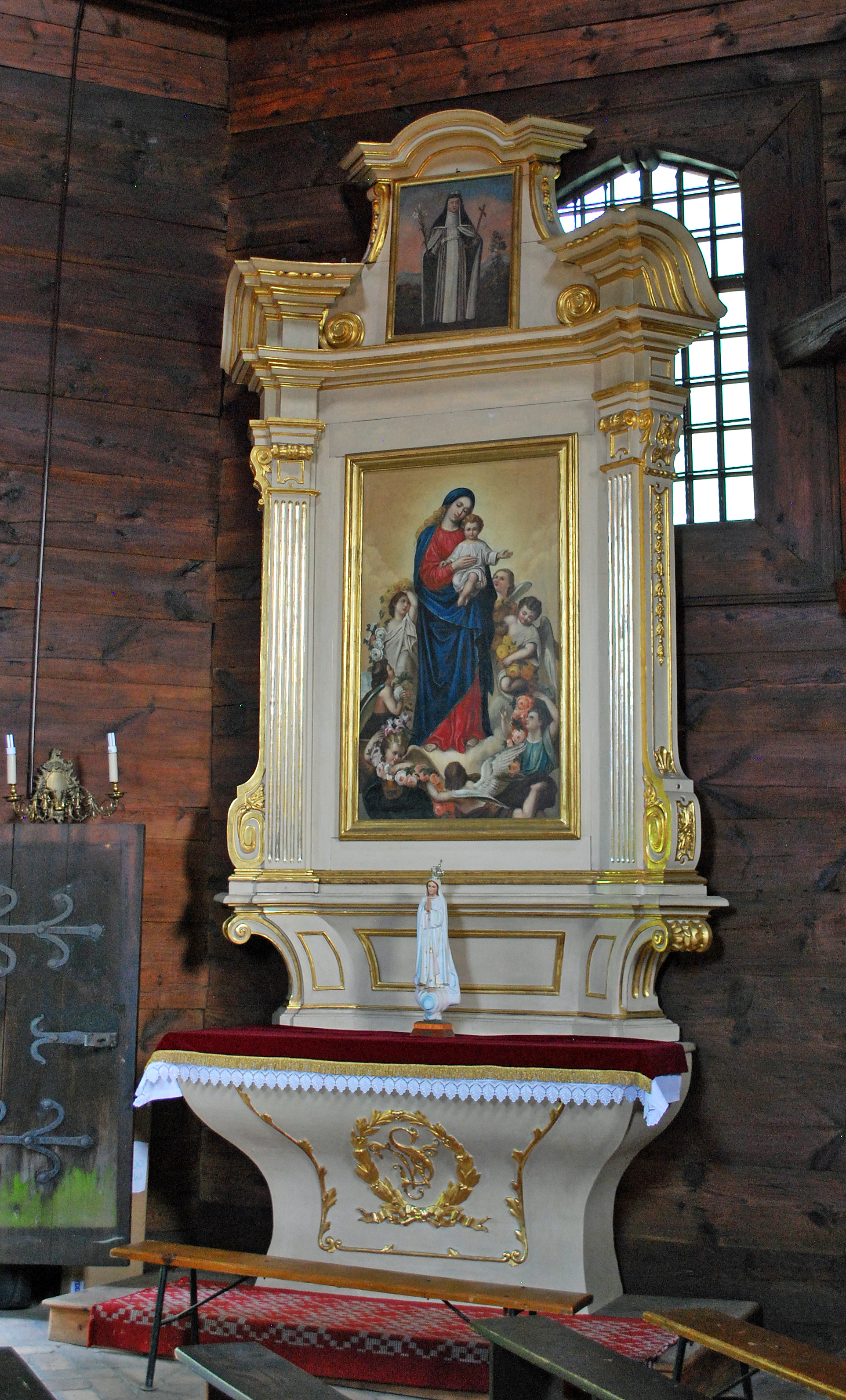
Drugi ołtarz.